# Saint-Sornin-Lavolps
 Saint-Sornin-Lavolps  (en occitano Sent Sarnin las Volps) es una comuna y población de Francia, en la región de Lemosín, departamento de Corrèze, en el distrito de Brive-la-Gaillarde y cantón de Lubersac.
Su población en el censo de 2008 era de 924 habitantes.
Está integrada en la Communauté de communes du Pays de Pompadour.

## Demografía
| 850 | 850 | 935 | 940 | 946 | 956 | 924 |
| Para los censos de 1962 a 1999 la población legal corresponde a la población sin duplicidades (Fuente: INSEE [Consultar]) |     |     |     |     |     |     |